# Jay Nixon
Jeremiah Wilson "Jay" Nixon (sinh ngày 13 tháng 1 năm 1956) là thống đốc thứ 55 tiểu bang Missouri, Hoa Kỳ. Ông bắt đầu giữ chức vụ này từ năm 2009 đến 2017. Ông là đảng viên Đảng Dân chủ Hoa Kỳ, chức vụ trước đây của Jay là Tổng chưởng lý bang Missouri trước khi được bầu làm Thống đốc bang trong cuộc bầu cử năm 2008. Ông có bằng dưới đại học và bằng đại học đại học Missouri ở Columbia.